# Scott Fortune
Pour les articles homonymes, voir Fortune.
Scott Thomas Fortune, né le 23 janvier 1966 à Newport Beach (Californie), est un joueur de volley-ball américain.

## Carrière
Scott Fortune est sacré champion olympique aux Jeux d'été de 1988 à Séoul, et remporte la médaille de bronze aux Jeux olympiques de 1992 à Barcelone.
Il est aussi deuxième du Championnat d'Amérique du Nord de volley-ball masculin 1991, troisième de la Coupe du monde de volley-ball masculin 1991, troisième de la Ligue mondiale de volley-ball 1992 et troisième du Championnat du monde de volley-ball masculin 1994.
Il est diplômé d'économie de l'université Stanford en 1989.